# Aquil·les d'Atenes
|  | Per a altres significats sobre Aquil·les, vegeu «Aquil·les (desambiguació)». |

Aquil·les d'Atenes (en llatí Achilles, en grec antic Ἀχιλλεύς "Achilleús"), fill de Lisó, fou el suposat introductor del costum a Atenes d'enviar persones a l'exili mitjançant el sistema de l'ostracisme. Altres informacions atribueixen la instauració d'aquest sistema a diferents persones, potser amb més probabilitats.